# Monarca vellutat de Djaul
El monarca vellutat de Djaul (Myiagra cervinicolor) és un ocell de la família dels monàrquids (Monarchidae).

## Hàbitat i distribució
Habita els boscos de l'illa de Djaul, propera a Nova Irlanda, a l'arxipèlag de Bismarck.

## Taxonomia
Ha estat separat de Myiagra hebetior recentment, arran treballs com ara Gregory 2017.